# Mateu Morral
Mateu Morral (ur. 27 listopada 1879 w Sabadell (zespół miejski Barcelony), zm. 2 czerwca 1906) – hiszpański anarchista, znany z dokonanej przez niego próby zamachu na króla Hiszpanii Alfonsa XIII oraz jego żonę Wiktorie Eugenię Battenberg. 
Mateu urodził się  w rodzinie barcelońskiego kupca tekstyliami. W latach młodzieńczych Morral nauczył się mówić kilkoma językami, a także odbył kilka podróży do Niemiec, gdzie zetknął się z teoriami anarchistycznymi. Po powrocie do Hiszpanii zrezygnował z pracy w rodzinnej firmie na rzecz pracy bibliotekarza dla Francesca Ferrera. 
W 1906 roku przeprowadził się do Madrytu, gdzie rozpoczął przygotowania do zamachu na królewską parę. Jego plan polegał na zrzuceniu bomby z balkonu na ulicy Calle Mayor. Zamach odbył się 31 maja 1906 w dniu ślubu królewskiej pary, w jego wyniku zginęło 28 osób, a 40 zostało rannych. Mimo tego zarówno król Alfons, jak i jego małżonka uniknęli obrażeń.
Po zamachu Morral próbował ukryć się w tłumie (dzięki pomocy dziennikarza Jose Nakensa), jednakże rozpoznany przez kilku świadków został aresztowany i zatrzymany przez służby porządkowe. 2 czerwca 1906 Morral zastrzelił strażnika odprowadzającego go do więzienia w Torrejón de Ardoz, a następnie popełnił samobójstwo. Oba ciała (zamachowca i strażnika) zostały wystawione w miejskim ratuszu.

## Po zamachu
Oprócz Morrala sąd skazał na wyroki więzienia Francesca Ferrera oraz Jose Nakensa, którzy zostali wypuszczeni na wolność rok po zamachu.
W czasie hiszpańskiej wojny domowej madryccy republikanie przemianowali ulicę Calle Mayor, na której przeprowadzono zamach na Calle Mateo Morral.